# Métallographie
 (juillet 2022).

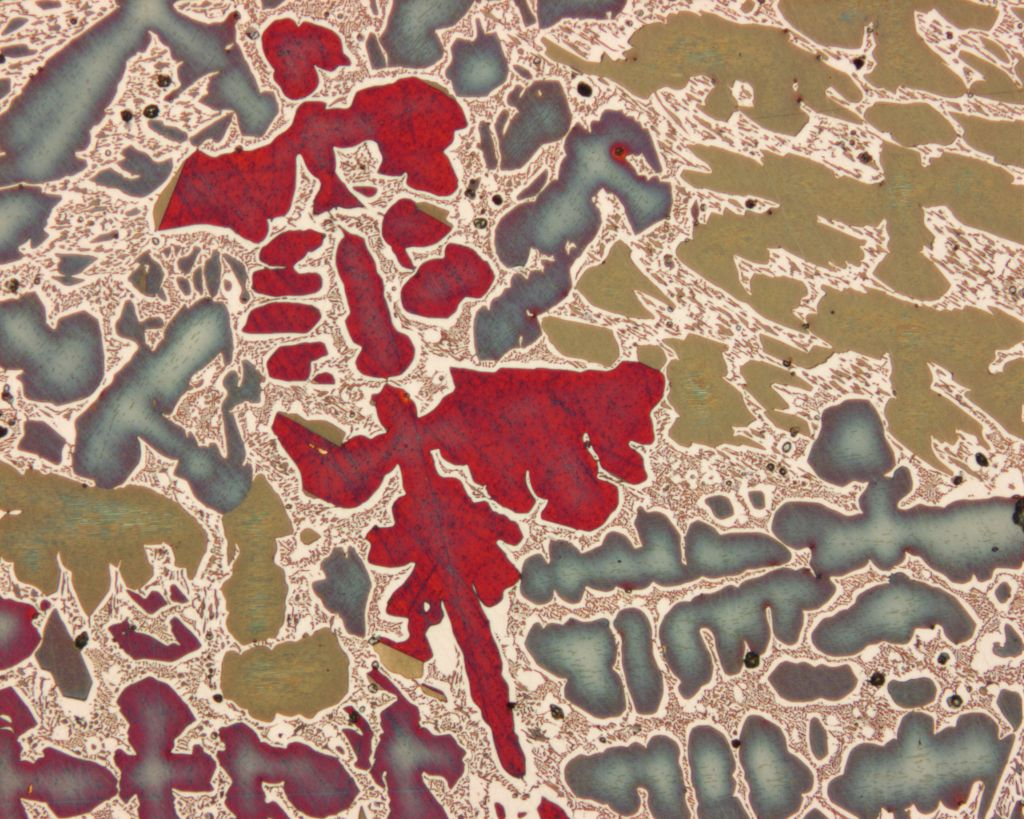
Microstructure d'un bronze avec une structure dendritique

La métallographie est la technique consistant à déterminer la microstructure d'un métal en l'observant avec un microscope optique. On peut déterminer ainsi la nature de la structure, la répartition des phases, la taille des grains et leurs formes, la nature et la teneur des inclusions, la présence d’un éventuel traitement thermique, la direction des lignes de glissement (intersection des plans de glissement avec la surface), dans le cas d'un échantillon déformé (voir les articles sur la déformation plastique et la dislocation) ou encore les traitements de surface. L'observation simple d'un objet métallique ne donne pas de renseignement particulier hormis l'état de surface (aspérités, fissures). 

## Méthode de préparation
Pour avoir des informations sur la microstructure, il faut généralement une préparation soigneuse qui comporte plusieurs étapes.

### Débitage

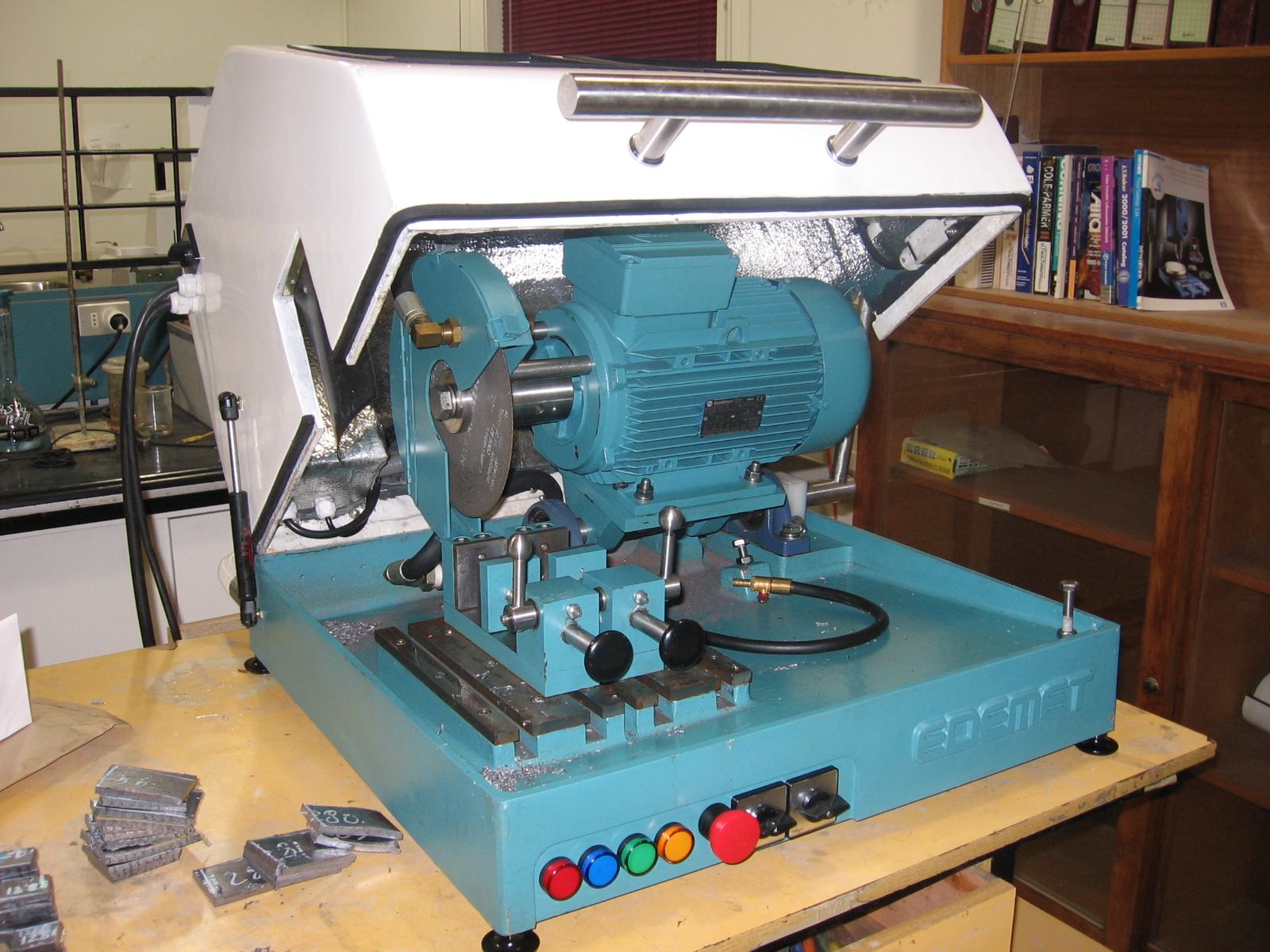
Tronçonneuse à eau pour prélever les échantillons sur de grosses pièces

L'échantillon est coupé à l'aide d'une scie ou d'une meule. Cette opération doit être faite avec le plus doucement possible en lubrifiant un maximum de telle sorte que l'échantillon ne présente pas d'échauffement ou de déformation qui peut brouiller ou modifier la microstructure et qui donc rend l'échantillon non représentatif de la vraie microstructure de celui-ci.
Ce contrôle étant destructif, il peut être effectué soit sur une pièce de mise au point, soit sur des pièces dites « de dissection ». L'échantillon doit être représentatif du matériau de l'objet qu'il représente. L'objet doit être découpé, afin que l'on puisse le mettre en place sur le microscope, mais aussi pour observer la structure en un endroit voulu. Il peut être utile d’avoir un système de débitage précis, par exemple pour débiter et observer un défaut ou une zone ponctuelle comme de la corrosion, une fissure ou encore un endroit où la mise en forme a affecté la microstructure comme une soudure ou une opération d’usinage.
Toutefois, il faut porter une attention particulière à l'orientation du sectionnement du métal à observer. En effet, comme un cristal peut être grossièrement assimilé à un polyèdre complexe, la forme et les dimensions d'un grain vues sur une micrographie dépendent de l'orientation relative du cristal et du plan de polissage. Il est donc conseillé de faire des coupes des différentes orientations de grains possibles, par exemple, parallèle ou perpendiculaire au sens de laminage, dans le cas d'une pièce issue de laminoir[réf. souhaitée].

### Enrobage

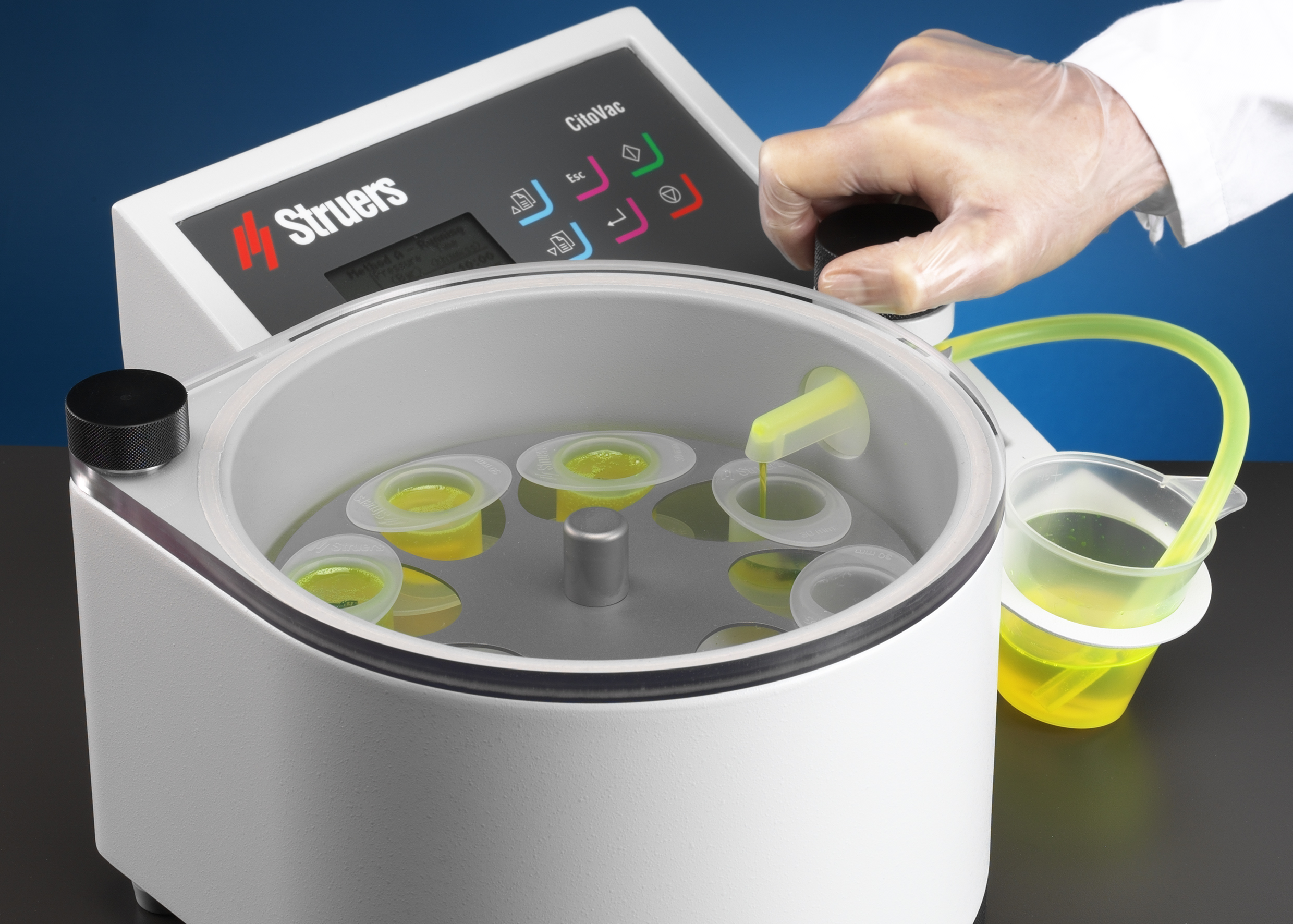
Enrobage à froid d’échantillons.

Si leur taille et leur géométrie le nécessitent, les échantillons sont enrobés de résine pour faciliter leurs manipulations et obtenir une bonne préparation, 
Il est conseillé de nettoyer les échantillons avant de procéder à l’enrobage. Pour que l’adhésion entre la résine et l’échantillon soit la meilleure possible, la surface doit être exempte de toute trace de graisse ou d’autres polluants. Les échantillons doivent avoir une parfaite netteté des bords ou une protection de la surface, par exemple pour mesurer l'épaisseur de couche galvanique. 
Un autre détail à prendre en compte est la résistance à la chaleur du matériau. Si l’échantillon est sensible à la température, il vaut mieux opter pour une méthode d’enrobage qui ne dégage pas de chaleur comme les résines à froid.

### Prépolissage et polissage
On cherche généralement à observer des détails de l'ordre du micromètre (la limite physique due à la diffraction de la lumière étant d'environ 0,5 μm), il faut donc polir l'échantillon pour que les rayures soient plus petites. On utilise successivement pour cela des papiers abrasifs de plus en plus fins, puis on utilise une pâte ou une solution contenant du diamant, de l'alumine ou de la silice ; si les détails sont encore plus petits, on peut recourir à un polissage électrolytique[réf. souhaitée].

### Mise en évidence de la microstructure
En général, on effectue une attaque chimique de la surface pour révéler la structure, notamment les joints de grains, les phases, les inclusions, etc. 
On utilise fréquemment des acides forts ou des procédés électrochimiques, dans des conditions telles que la réaction est plus rapide ou plus forte aux joints de grain (en raison de la tension superficielle).
Pour révéler la structure, on peut aussi utiliser une oxydation anodique : si la couche d'oxyde croît de manière différente selon l'orientation cristalline, on peut facilement distinguer les différentes cristallites. 
On utilise aussi parfois un choc thermique pour provoquer des fissures entre les grains (rupture intergranulaire) visibles au microscope[réf. souhaitée].

#### Quelques réactifs courants
Liste des réactifs d’attaque métallographique[réf. souhaitée]
| Matériaux                                | Nom du réactif        | Composition du réactif                                                                                             | Procédures | Remarques |
| ---------------------------------------- | --------------------- | --- | --- | --- |
| Acier au carbone                         | Nital (3%)            | Acide nitrique HNO3 3 [ml] Éthanol C2H5OH 100 [ml]                                                                 | Immersion de plusieurs secondes à quelques minutes à température ambiante.                                                                                           | Solution d'attaque standard pour les aciers au carbone.(Peut être utilisée avec différentes concentrations selon les besoins)                       |
| Acier au carbone                         | Picral                | Acide picrique (NO2)3C6H2–OH 2-4 [g] Éthanol C2H5OH 100 [ml]                                                       | Immersion de plusieurs secondes à quelques minutes à température ambiante.                                                                                           | |
| Acier au carbone                         | Vilella               | Acide picrique (NO2)3C6H2–OH 1 [g] Acide chlorhydrique HCl 5 [ml] Éthanol C2H5OH 100 [ml]                          | Immersion de plusieurs secondes à quelques minutes à température ambiante.                                                                                           | Bon pour les structures de ferrite+carbure et (martensite).                                                                                         |
| Acier au carbone                         | V2A                   | Acide chlorhydrique HCl 5% Acide nitrique HNO3 25% Eau déminéralisée H2O 70%                                       | Immersion de plusieurs secondes à quelques minutes à température ambiante.                                                                                           | Attaque générale |
| Alliage cuivreux et acier de décolletage | Heyn                  | Chlorure d'ammonium cuivrique (NH4)2CuCl4 10 [g] Eau déminéralisée H2O 120 [ml]                                    | Immersion de plusieurs secondes à quelques minutes à température ambiante.                                                                                           | Mise en évidence de ségrégations de soufre et phosphore dans les aciers, cuivre et alliages.                                                        |
| Alliage cuivreux                         | Persulfate d'ammonium | Persulfate d'ammonium (NH4)2S2O8 10 [g] Eau déminéralisée H2O 100 [ml]                                             | | |
| Or                                       | Eau régale            | Acide chlorhydrique HCl ~75% Acide nitrique HNO3 ~25%                                                              | Solution à utiliser juste après le mélange. La solution peut être utilisée aussi en température.                                                                     | Attaque générale. (Si l'alliage contient beaucoup d’argent, il se peut se former un film de AgCl, qui peut être enlevé avec une solution de NH4OH.) |
| Aluminium et titane                      | Keller                | Eau distillée H2O 190 [ml] Acide nitrique HNO3 5 [ml] Acide chlorhydrique HCl 3 [ml] Acide fluorhydrique HF 2 [ml] | 10-30 secondes d'immersion. Utilisez uniquement frais. | |
| Aciers inoxydables et alliage de Nickel  | Marble                | Sulfate de cuivre CuSO4 10 [g] Acide chlorhydrique HCl 50 [ml] Eau déminéralisée H2O 50 [ml]                       | Immersion à température ambiante pendant 5 à 60 s jusqu'à l'obtention du contraste désiré. Ajoutez quelques gouttes d'acide sulfurique pour augmenter la réactivité. | Attaque générale. |

## Analyse et interprétation de la microstructure

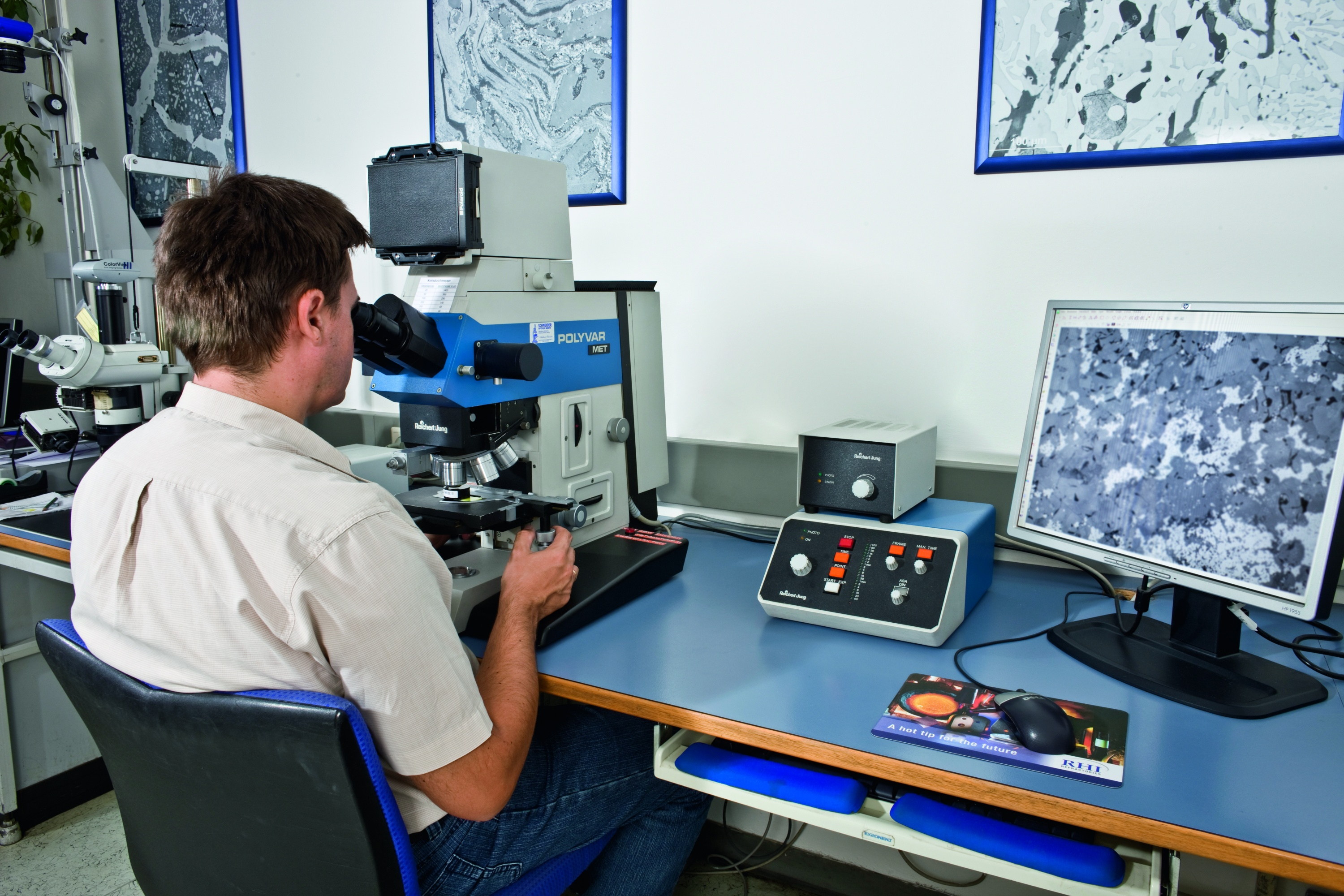
Microscope métallographique avec caméra numérique reliée à un PC

Contrairement à la microscopie classique, l'échantillon n'est pas en couche mince au travers de laquelle les rayons lumineux peuvent passer, mais ces rayons, provenant de l'objectif même du microscope, sont réfléchis par la surface polie de l'échantillon à examiner, et traversent une seconde fois l'objectif dans l'autre sens pour pouvoir, ensuite, être observés par l'oculaire. De plus l'observation optique peut être suivie d'une observation au microscope électronique à balayage.
Le grossissement adopté pour ce type d'examen est généralement compris entre x100 et x200.
On peut utiliser des atlas métallographiques de référence pour caractériser la pièce à contrôler par rapport à des images types.

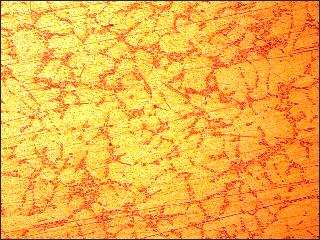
Alliage d'aluminium EN AC-AlSi7Mg0,6ST6. (grossissement 122x)
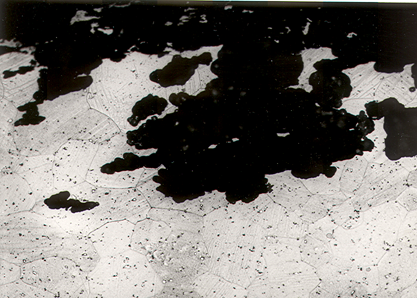
Piqure de corrosion d'un alliage d'aluminium de type 2000 (grossissement 200x).
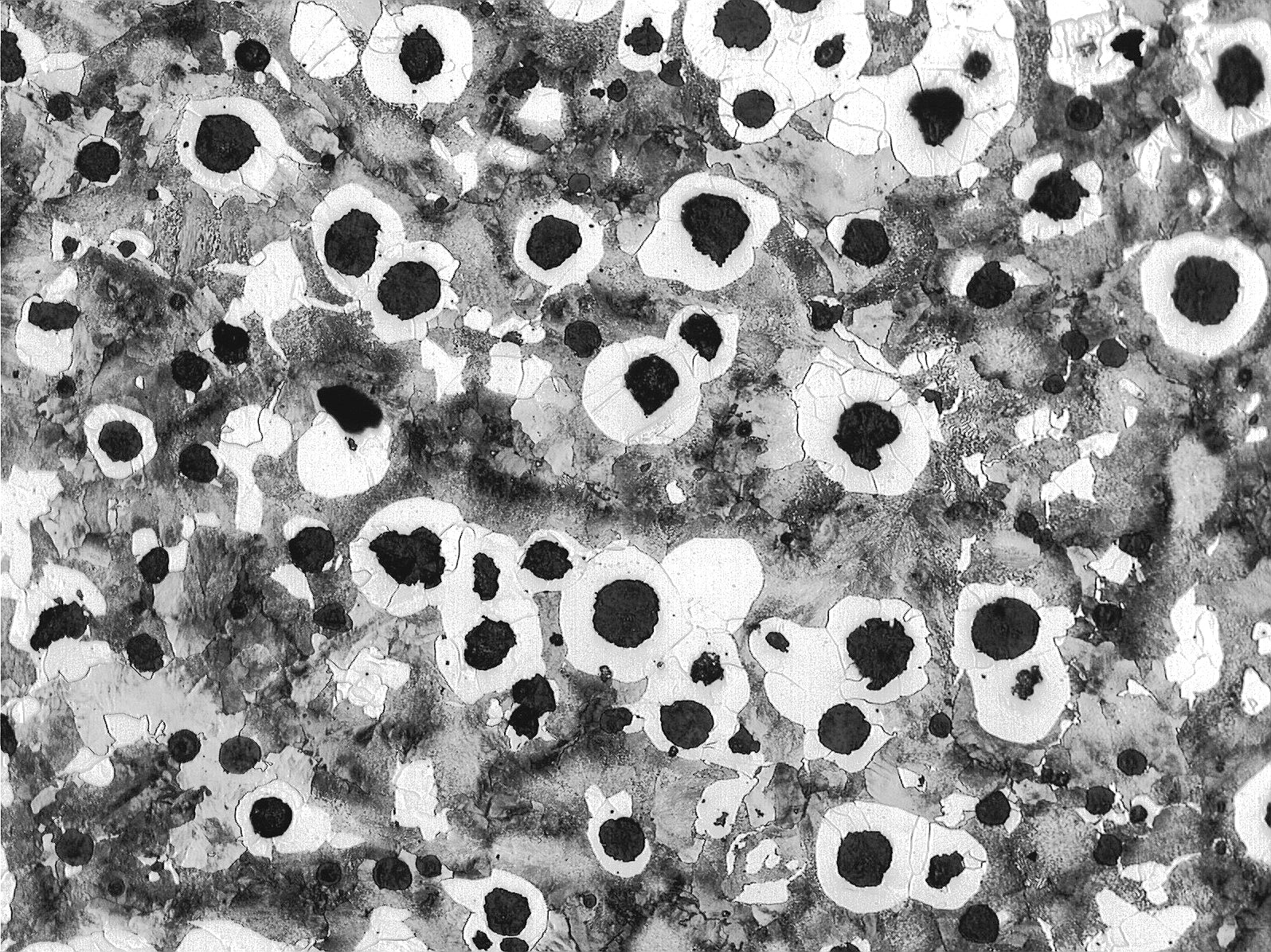
Micrographie d'une fonte à graphite sphéroïdal.
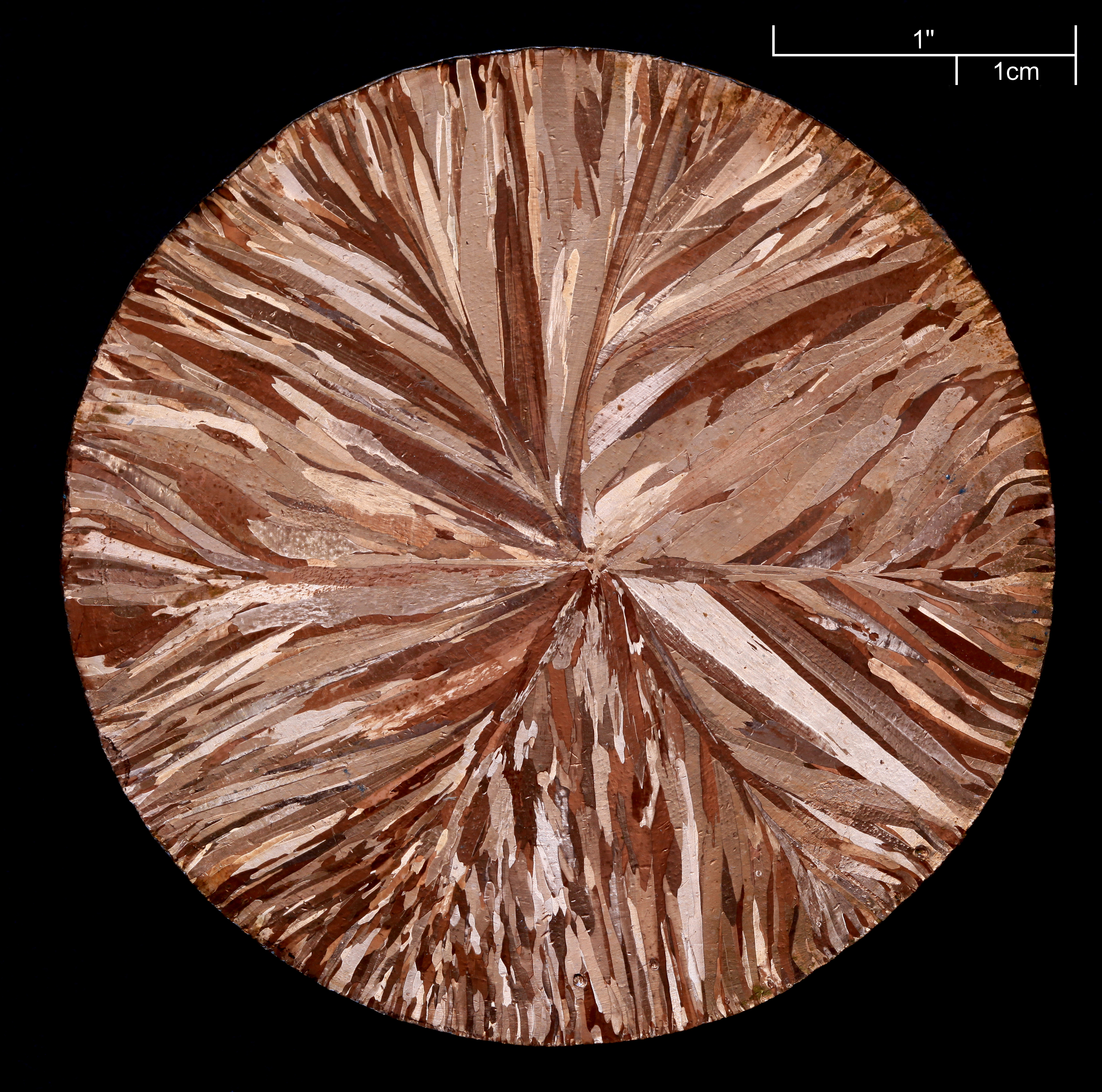
Macrographie d'un barreau de cuivre.
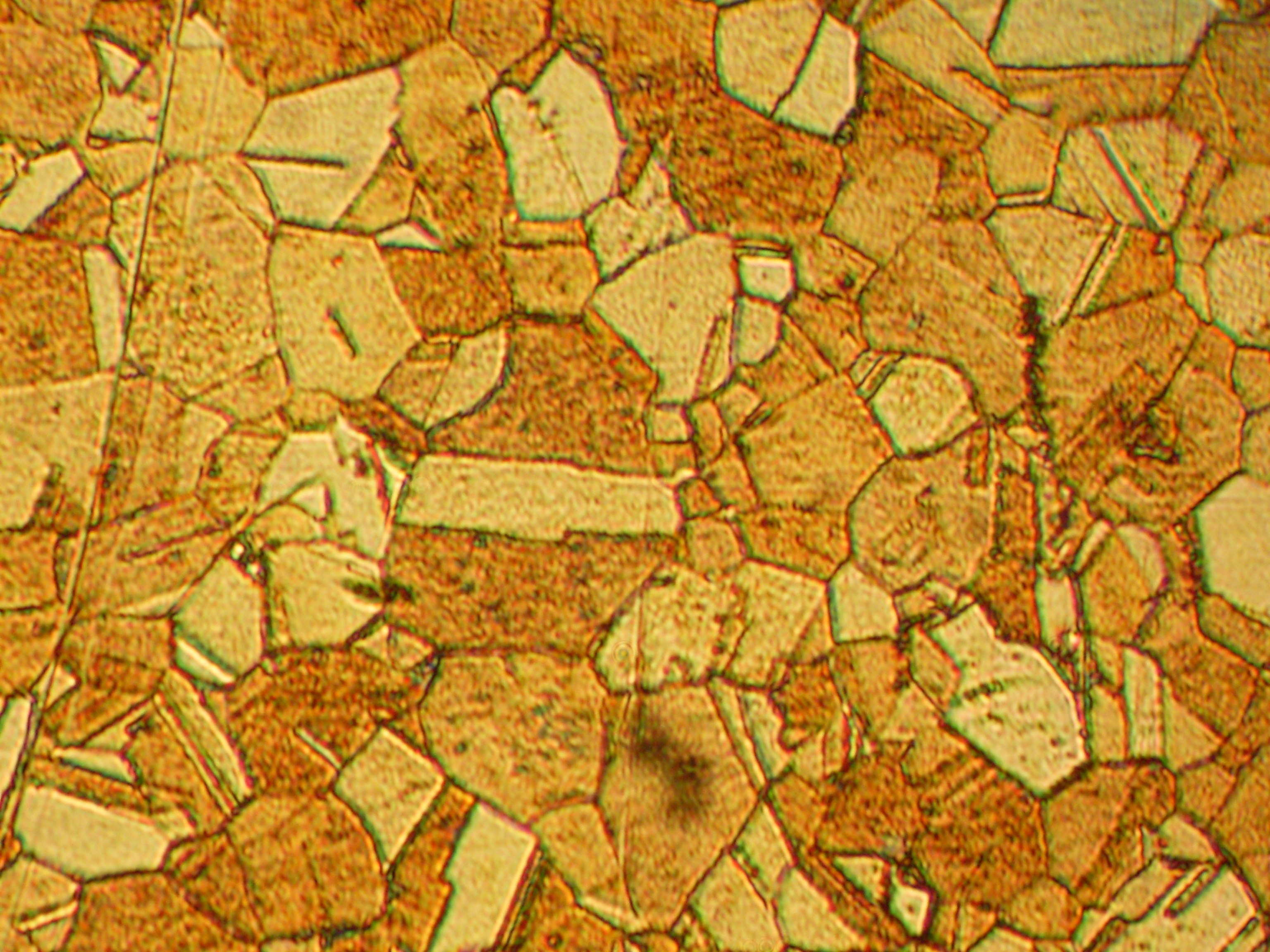
Macrographie d'un alliage de laiton.
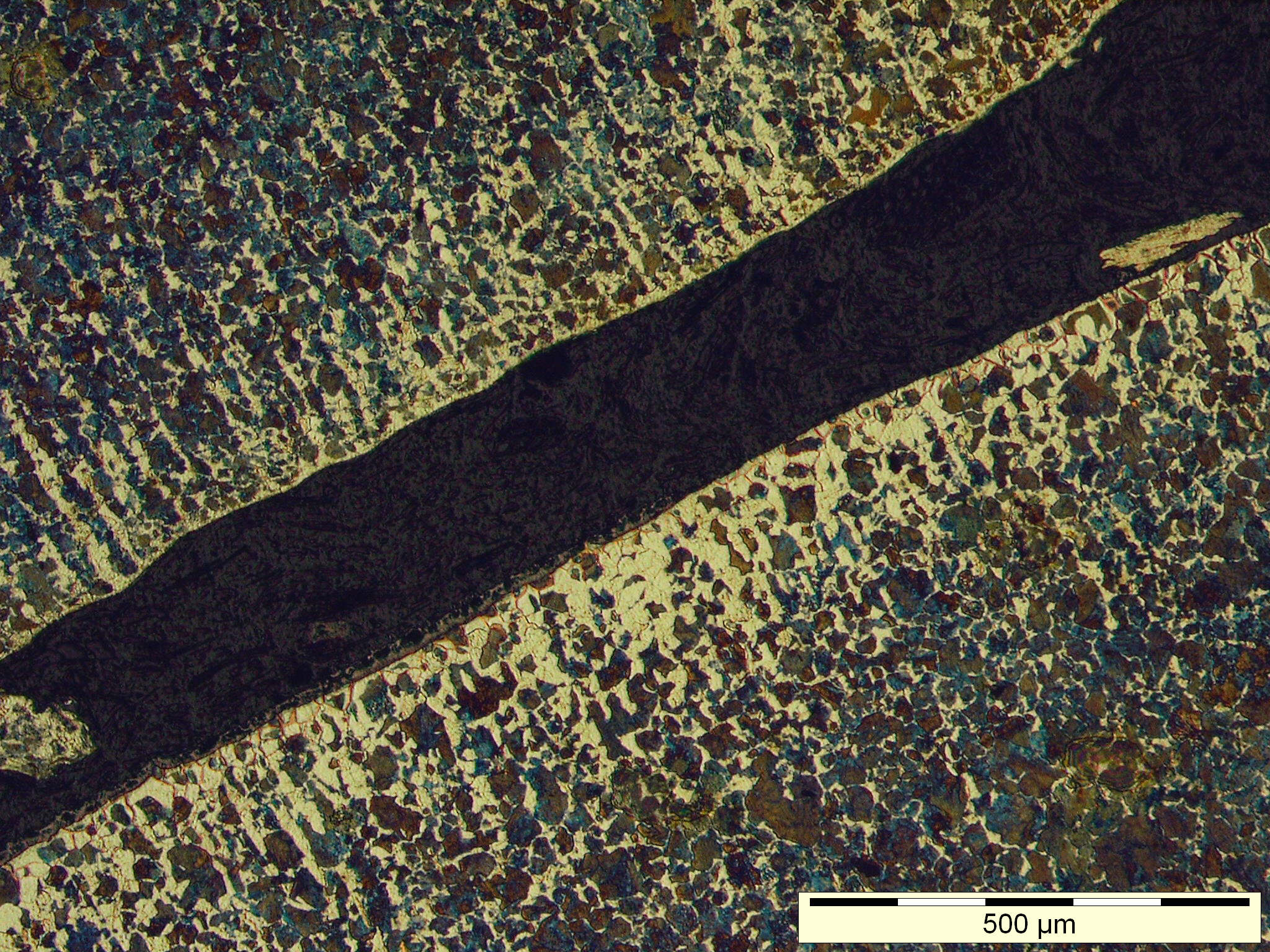
Métallographie d'une décarburation de surface d'un acier.
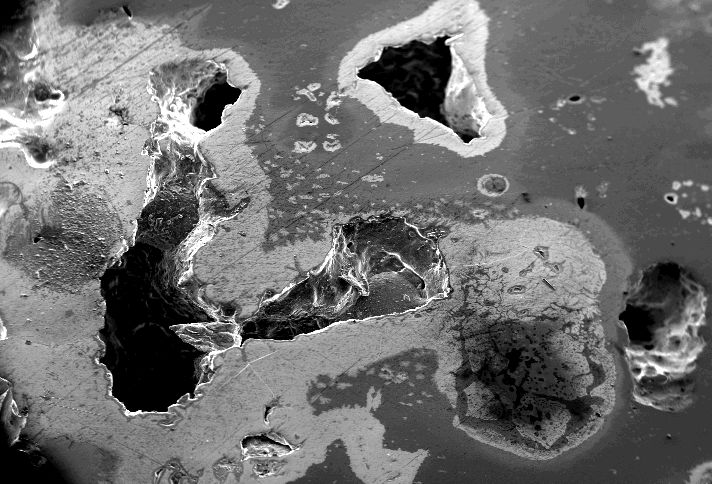
Fer coulé observé au MEB.
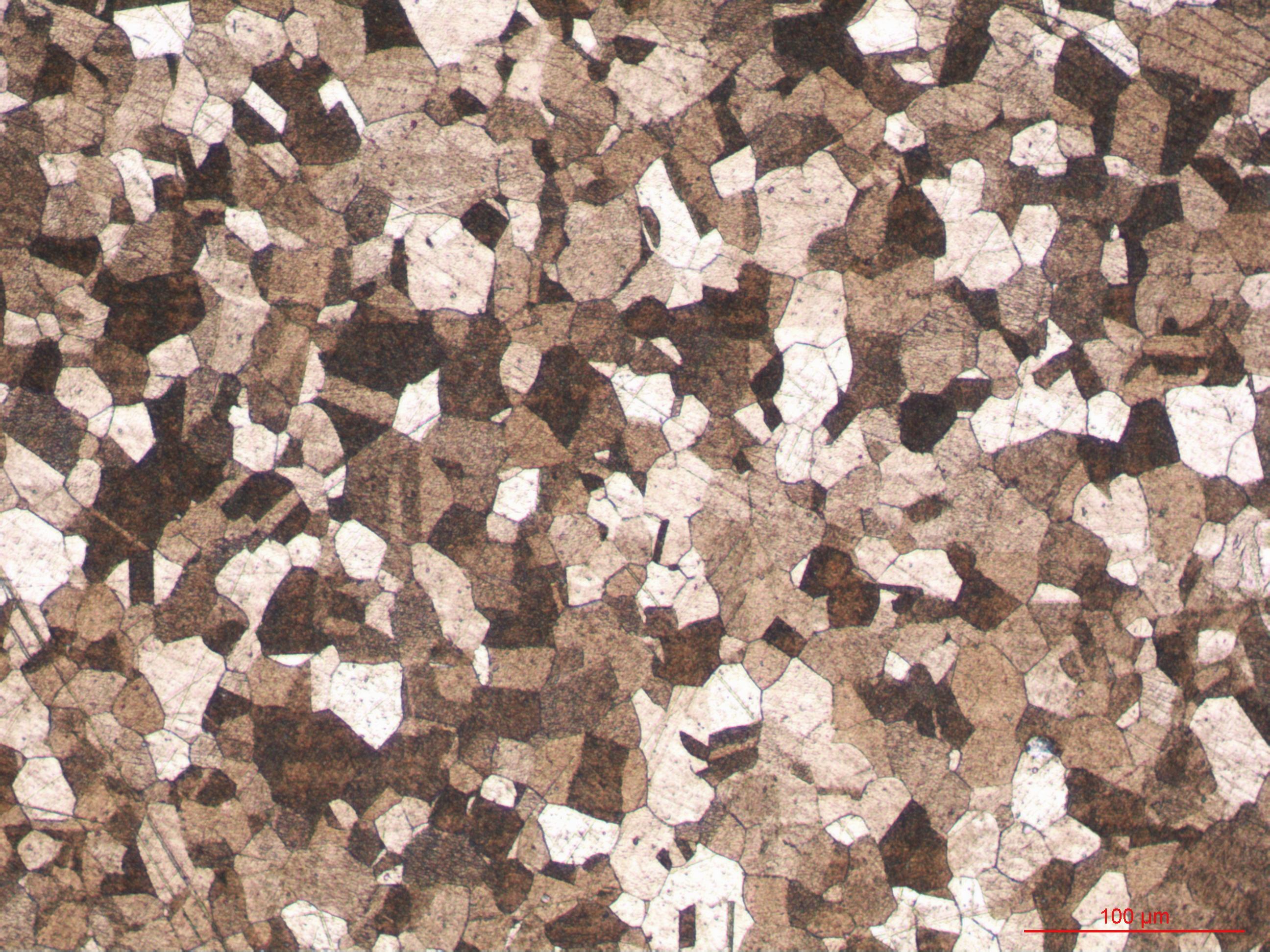
Métallographie de la microstructure d'un or gris.
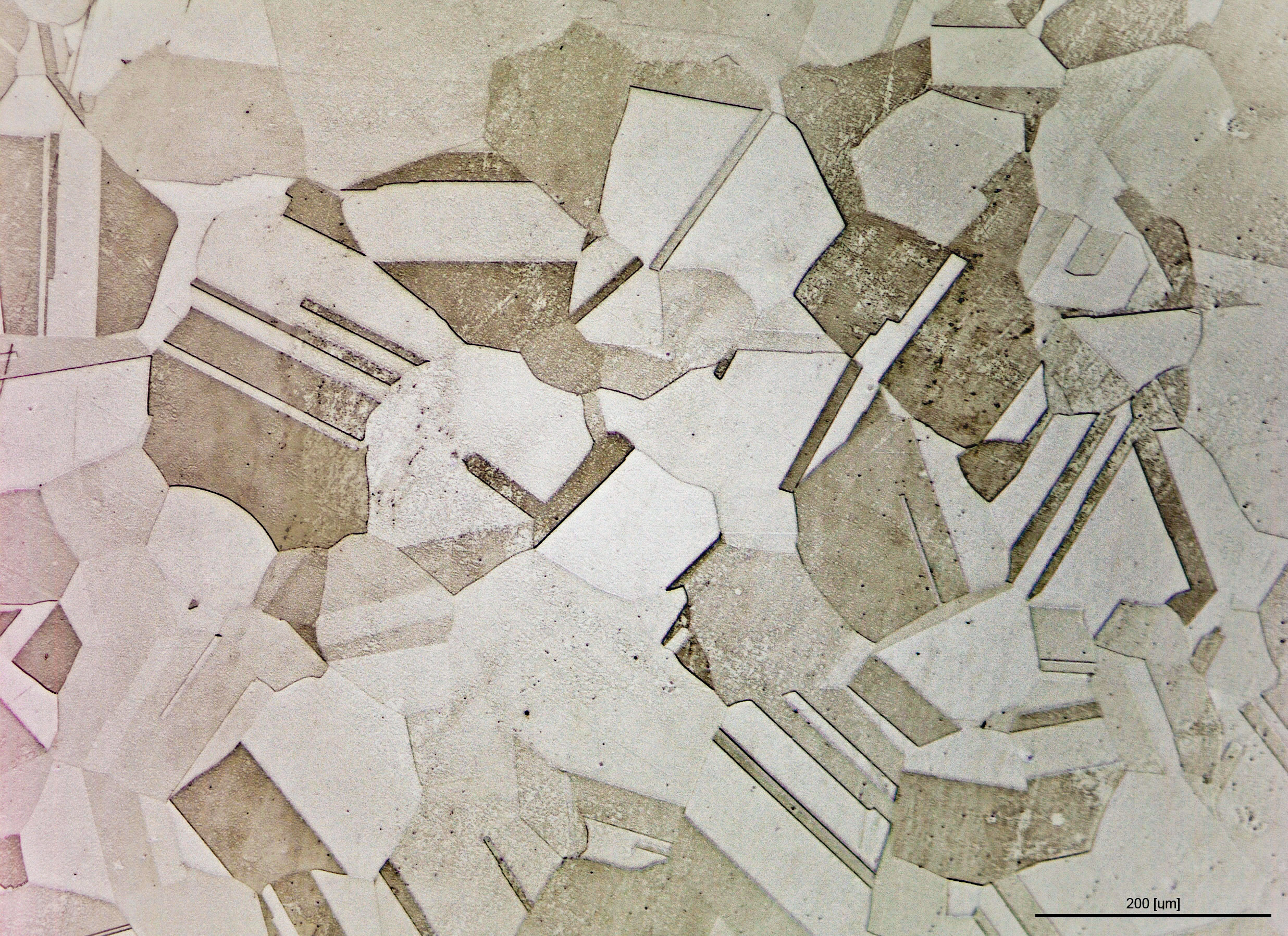
Microstructure d'un acier inoxydable.